# Perizoma bogotata
Perizoma bogotata là một loài bướm đêm trong họ Geometridae.